# Treehouse of Horror XXIV
«Treehouse of Horror XXIV» (укр. «Хатка жахів. Геллоуїн із Сімпсонами XXIV») — друга серія двадцять п'ятого сезону мультсеріалу «Сімпсони», прем'єра якої відбулась 6 жовтня 2013 року у США на телеканалі «Fox».

## Сюжет

### Вступ
Вступ серії, задуманий режисером Ґільєрмо дель Торо, є змішанням фільмів жахів, науково-фантастичних фільмів та телешоу, включаючи всі власні фільми Дель Торо.
Наприкінці Ліса провалюється через диван і опиняється у Лабіринті Фавна, де у палаці на неї чекає її сім'я. На телевізорі видно напис «Treehouse of Horror XXIV», до якого підлітають і згорають феї.

### Oh, the Places You'll D'oh! (укр.Місця, куди ти Д'оу)
Історія створена в стилі творів Доктора Сьюза. Барт, Ліса і Меґґі захворіли на «свинку» і не можуть піти з Мардж випрошувати цукерки. Коли та йде, в будинку з'являється Товстун в капелюсі (Гомер). Він чарівним чином виліковує дітей і бере з собою розважатися. Однак діти стурбовані: Товстун викликає руйнування і хаос в місті.
Діти втікають від нього додому, але Товстун їх вже там чекає. Зрештою, Меґґі вбиває Товстуна, встромивши йому в груди його власну парасольку. До повернення Мардж діти зробили зі шкури Товстуна килим.

### Dead and Shoulders (укр.Дві голови краще)
Барт запускає повітряного змія біля аеропорту. Він прив'язує мотузку до своєї шиї, щоб змій не полетів, і лягає спати. Однак, згодом змій зачіпається за вертоліт «6 каналу», і відрізає Барту голову.
Прокинувшись, він виявляє, що його голову пришили до тіла Ліси. Барт і Ліса поступово звикають до спільного життя. Вночі Барт розуміє: поки сестра спить, він може керувати її тілом.
Він вирішує позбутися сестри назавжди і відрубати її голову на пилорамі. Однак, в результаті, і Барту, і Лісі відрубали голову (через те, що Спрінґфілдська пилорама — подвійна). Врешті решт, голову Барта пришито до тіла Сельми, а Ліси — до тіла Красті…

### Freaks, No Geeks (укр.Виродки без дурнів)
1930-ті. У мандрівному цирку Силач Гомер пропонує своїй подружці, гімнастці Мардж, одружитися на Мо — одного з циркових «виродків». заради його каблучки зі смарагдом.
На весіллі Мо і Мардж останній офіційно визнають виродком (у неї одне око блакитного кольору, а друге — каре). Дізнавшись, що Гомер планує пришвидшити смерть Мо отруївши його, Мардж проганяє його. Згодом Гомера оточує натовп виродків, які прагнуть, щоб Силач став «одним з них»…
Наприкінці дія переноситься в теперішній час, де Гомер — «качкур-силач» — закінчує розповідь дітям про те, як він зустрів Мардж.
На початку титрів у газетах показано подальше життя і смерть качура.

## Виробництво
У вересні 2012 року в інтерв'ю сайту «CBR» виконавчий продюсер Ел Джін оголосив, що епізод включатиме «дуже жорстокий світ, що нагадує [роботи] доктора Сівза, а також пародію на культовий фільм Виродки».
На фестивалі San Diego Comic-Con 2013 було оголошено, що вступну послідовність серію робитиме режисер Ґільєрмо дель Торо, а також у вступі буде відсилання до фільмів жахів, включно з такими роботами дель Торо, як «Хеллбой» 2004 року і «Лабіринтом Фавна» 2006 року.
У вересні 2013 року в інтерв'ю «Entertainment Weekly» Ґільєрмо дель Торо розповів про режисуру вступу серії, сказавши: «Початки серій „Сімпсонів“ настільки знакові, і тим не менше вони ніколи не використовувались у подібному стилі [фільмів жахів]. Я дуже хотів встановити зв'язок між декораціями [шоу] та вступом і деякими з найвідоміших фільмів жахів, а для чистої радості чергувати їх з деякими моїми речами». Він також пояснив, що його надихнув журнал «Mad», який вміщував багато культурних відсилань.

## Цікаві факти й культурні відсилання
- Це перша «Хатка жахів», що повністю зображує класичну інтродукцію «Сімпсонів».
- Серія вийшла 6 жовтня, що є найскорішою датою виходу «Хатки жахів».
- Напис на дошці — відсилання до роману «Сяйво» Стівена Кінга, який також з'являється у даній сцені.
- Перший сегмент містить кілька пародій на роботи доктора Сьюза[4]:
  - Назва сегменту — відсилання до книги «Oh, the Places You'll Go!» 1990 року;
  - Сюжет сегмента і персонаж Товстуна у капелюсі є пародіями на книгу Сьюза «Кіт у капелюсі»;
  - Персонаж Нудьгакс (англ. Bore-ax) є відсиланням до персонажа Лоракса (англ. Lorax) однойменної книги Сьюза.
- Другий сегмент епізода пародіює науково-фантастичний фільм «The Thing with Two Heads» (укр. «Істота із двома головами») 1972 року Лі Фроста[4].
- Третій сегмент є пародією на фільм 1932 року «Freaks» (укр. «Потвори»)[1].
- Наприкінці серії, коли дія переноситься у теперішній час, Гомер закінчує розповідь словами «…і ось так, дітки, я зустрів вашу маму», що є відсиланням до серіалу «Як я зустрів вашу маму»[4].
  - Одразу після цих слів, у сцені під час титрів звучить музична тема даного серіалу.

## Ставлення критиків і глядачів
Під час прем'єри серію переглянули 6,42 млн осіб з рейтингом 3.0, що зробило її найпопулярнішим шоу на каналі «Fox» тієї ночі.
Денніс Перкінс з «The A.V. Club» дав серії оцінку B сказавши, що серія, як і прем'єра 25 сезону, є сильною, і в обох випадках є передумова — «важкі епізоди не залишають багато місця для персонажа». Він додав, що серія — «це внесок вище середнього [серед інших хелловінських серій мультсеріалу], за винятком великого туза в колоді на ім'я Гільєрмо дель Торо, який віддає свою уяву у заставці і піднімає епізод на пів ступені».
Тоні Сокол з «Den of Geek» дав серії чотири з половиною з п'яти зірок, назвавши серію «майже класикою».
Тереза Лопес з «TV Fanatic» дала серії три з п'яти зірок, сказавши, що «це була приємна серія, але, тим не менш, необхідність планувати спеціальний Хелловінський епізод настільки рано ускладнює потрапляння в моторошний дух речей».
У грудні 2013 року серію було номіновано на премію «Енні» за найкращий дизайн в анімації. Також заставку серії було номіновано за найкраще розкадрування в анімації.
Згідно з голосуванням на сайті The NoHomers Club більшість фанатів оцінили серію на 4/5 із середньою оцінкою 3,46/5.